# コトリフィルム
株式会社コトリフィルム（Qotorifilm Inc.）は、かつて東京都渋谷区にあった映像ディレクションカンパニー。
RADWIMPS「君と羊と青」、サカナクション「目が明く藍色」、Perfume 「Cling Cling」、米津玄師「MAD HEAD LOVE」、ゆず「終わらない歌」、平井堅「ソレデモシタイ」MusicVideoや、サントリーCCレモン「忍者女子高生 | 制服で大回転」マルコメ「世界初かわいい味噌汁」などのWebmovieは企画から携わり制作した。
東日本大震災から10年間RADWIMPSともに活動してきた楽曲映像を制作発表。
Commercial filmではユニクロ、Nissan、Sony、KIRINなどの大手企業を手がけ、海外のプロジェクトにも活動の幅を広げた。
またNHKバラエティー番組『LIFE!〜人生に捧げるコント〜』のロゴ、CDジャケット、ファッション誌ページ等のデザインや、サカナクション、雨のパレード、秦基博、Every Little Thingのライブ映像演出など、アートディレクションとしての活動にも参加していた。

## 略歴
2008年設立。
2013年、コトリフィルム5周年展覧会『Qotorinitron』を東京渋谷にて開催。
小松菜奈主演短編映画『ただいま。』をシアター・イメージフォーラムにて公開（TAMA CINEMA FORUM出品）。制作、配給
2018年コトリフィルム10周年展覧会『Qotorinicle』
同年、12月14日に解散。

## 元所属メンバー
- 島田大介
- 鎌谷聡次郎
- 佐渡恵理
- 吉開菜央
- 蝦名あすみ
- ミラーレイチェル智恵
- 中村ムニエル
- 湯口晃生
- 田中未希
- 土岐梓
- 神瑞希

## 主な受賞、上映
- 映画 ただいま。 23回TAMA CINEMA FORUM ”観る音楽、聴く映画”出品
- サントリー C.C.レモン「忍者女子高生」
  - 2015カンヌ国際講国際ブランドコンテンツ部門シルバー受賞
  - 2015ACC CM FESTIVALフィルム部門Bゴールド受賞
  - 2015ACC CM FESTIVALインタラクティブ部門ブロンズ受賞
  - 広告主部門グランプリ
  - ADFEST2015銅賞インタラクティブ部門
  - 第18回文化庁メディア芸術祭 審査員会推薦作品
- NURO DEVILMAN 
  - GOLD on London International Awards - Animation/Motion GraphicsBRONZE
  - NYC ADC 93rd Annual Awards
- 鎌谷聡次郎　SPACE SHOWER MUSIC VIDEO AWARDS 2016 特別賞/SPACE SHOWER MUSIC VIDEO AWARDS 2016 BEST DIRECTOR
- ゆず「終わらない歌」2015 SPACE SHOWER MUSIC AWARDS VIDEO OF THE YEAR
- 平井堅「ソレデモシタイ」2015 MVA 特別賞/
- Perfume「Cling Cling」*ヒトリエ「インパーフェクション」2014 MVA  MVA BESTVIDEO受賞
- 米津玄師「MAD HEAD LOVE」2014 MVA BESTVIDEO受賞
- ゆず「LAND」、「友 〜旅立ちの時〜」2013年 MVA BEST ARTIST部門,BEST VIDEOS部門受賞
- UNIQLO DRY IN MOTION D&AD Awards ノミネート MERIT on One Show Interactive
- 秦基博「朝が来る前に」PV 2009 ショートショートフィルムフェスティバル ミュージックshort部門ノミネート
- 秦基博「キミ、メグル、ボク」PV　2009 MVA best male video 受賞
- 9mm Parabellum Bullet 「Discommunication」PV 2008 MVA best new artist受賞